# St. Paul (Indiana)
St. Paul è un comune degli Stati Uniti d'America, situato nello Stato dell'Indiana, diviso tra la contea di Decatur e la contea di Shelby.